# Filippine ai Giochi della XIX Olimpiade
Le Filippine parteciparono ai Giochi della XIX Olimpiade che si sono svolti a Città del Messico dal 12 al 27 ottobre 1968, con una delegazione di 49 atleti impegnati in 10 discipline. Fu la decima partecipazione di questo paese ai Giochi. Non fu conquistata nessuna medaglia.

## Risultati

### Pallacanestro
| Atleta | Classifica |
| --- | ---------- |
| V · D · M Nazionale filippina - Pallacanestro ai Giochi della XIX Olimpiade 4 Reynoso · 5 Mariano · 6 Tolentino · 7 Reyes · 8 Ocampo · 9 Bauzón · 10 Rojas · 11 Melencio · 12 Florencio · 13 Papa · 14 Márquez · 15 Jaworski · All. Carlos Loyzaga | 13°        |
| Nazionale filippina - Pallacanestro ai Giochi della XIX Olimpiade |            |
| 4 Reynoso · 5 Mariano · 6 Tolentino · 7 Reyes · 8 Ocampo · 9 Bauzón · 10 Rojas · 11 Melencio · 12 Florencio · 13 Papa · 14 Márquez · 15 Jaworski · All. Carlos Loyzaga                                                                             |            |